# 楽天ペイメント
楽天ペイメント株式会社（らくてんペイメント、英文社名：Rakuten Payment, Inc. ）は、東京都港区に本社を置く楽天グループのフィンテック企業。筆頭株主は楽天カード株式会社、楽天銀行株式会社で、楽天Edy株式会社を子会社とする。キャッシュレス決済事業としてQRコード決済の楽天ペイおよび電子マネーの楽天キャッシュを運営し、ポイントプログラムとして楽天ポイントカードおよび楽天チェックを運営する。

## 概要

### 設立の経緯
2019年4月1日付で実施された楽天グループの企業再編により、グループ内のフィンテック事業を集約するために発足させた会社である。
楽天株式会社（現：楽天グループ株式会社）が直営で行っていた決済関連事業（楽天ペイ、楽天ポイントカード）および、楽天Edy株式会社が行ってきた電子マネー事業（楽天Edy）を、株式会社スポットライトへ承継し、楽天Edy株式会社の株式を株式会社スポットライトへ譲渡。また、楽天カード株式会社を分割会社とする会社分割により、みんなのビットコイン株式会社の株式を株式会社スポットライトへ譲渡した。そして、同日付で株式会社スポットライトが楽天ペイメント株式会社（2代）へ商号変更した。楽天ペイメントでは、この日を会社設立日としている。新法人の初代代表者として、中村晃一（なかむら こういち）が代表取締役社長に就任した。

### 事業内容
2024年現在、以下を主な事業としている。
1. 楽天ペイ事業 - 電子決済事業。詳細は当該記事を参照。
2. 楽天ポイントカード事業 - ポイントプログラム事業。詳細は当該記事を参照。
3. 楽天キャッシュ事業 - 電子マネー事業。
4. 楽天チェック事業 - 楽天ポイント加盟店などでチェックインすることで、楽天ポイントが付与されるスマートフォンアプリ。

## 沿革
- 2016年（平成28年）
  - 10月1日 - 楽天株式会社（現：楽天グループ株式会社）が楽天Edy株式会社（旧法人）を吸収合併[7]。
  - 10月13日 - 楽天Edyオペレーション株式会社を楽天Edy株式会社へ商号変更（新法人）[8]。
  - 10月27日 - スマートフォンアプリ「楽天ペイ」を公開してサービス開始。
- 2018年（平成30年）8月23日 - 同日付で楽天ペイメント株式会社（旧法人、法人番号：1010701029617）を清算結了して解散[9]。旧法人は本社を楽天クリムゾンハウス（二子玉川ライズ・タワーオフィス、東京都世田谷区玉川1丁目14番1号）に置いていた[9]。
- 2019年（平成31年/令和元年）
  - 4月1日 - 楽天グループ内の企業再編により[10][2]、楽天株式会社（現：楽天グループ株式会社）が行ってきた決済関連事業（楽天ペイ、楽天ポイントカード）および、楽天Edy株式会社が行ってきた電子マネー事業（楽天Edy）を、株式会社スポットライトへ承継し、これに伴い楽天Edy株式会社の株式を株式会社スポットライトへ譲渡。これに伴い、同日付で株式会社スポットライトを楽天ペイメント株式会社へ商号変更（新法人、法人番号：8011001069438）[3]。株式会社スポットライト時代は、本社を東京都渋谷区宇田川町36番1号に置いていた[3]。
  - 4月8日 - 楽天ペイ（アプリ決済）をセイコーマートに導入。
  - 4月9日 - 楽天ペイ（アプリ決済）をウエルシアグループのドラッグストア（約1,800店）に導入。
  - 4月10日 - 楽天ポイントをファミリーマートの店舗に導入。
  - 4月16日 - 楽天ポイントをゼンショーグループの店舗に導入。
  - 4月26日 - 本社を渋谷区から楽天クリムゾンハウスへ移転[3]。
  - 5月14日 - 楽天ポイントを不二家グループの店舗（511店）に導入。
  - 5月28日 - 楽天ペイメントと日本マクドナルド、「マクドナルド×楽天ポイントカード2周年スーパーコラボキャンペーン」を実施。
  - 6月 - 同年10月1日の消費税率引き上げに伴う、経済産業省の「キャッシュレス・消費者還元事業」決済事業者として楽天ペイメントが登録。これにより10月1日より、楽天ペイ（アプリ決済）導入全店でポイント5％還元キャンペーンを実施。
  - 6月4日 - 楽天ペイメントと壱番屋、楽天ポイント導入について合意。
  - 6月5日 - 楽天株式会社と東日本旅客鉄道、キャッシュレス化推進のため連携。
    - これにより楽天ペイアプリで、翌2020年5月25日からはSuicaの発行・チャージやSuica電子マネーによる支払いが、12月9日からは楽天ポイントからSuicaへのチャージが可能となる。

  - 7月4日 - 楽天Edyを日本国内の吉野家店舗に導入。
  - 7月9日 - 楽天ポイントをサンドラッグとグループのドラッグトップスに導入。
  - 7月18日 - 楽天ペイメントと株式会社ジェイアール東海髙島屋、楽天ポイントカード導入について合意。
  - 8月9日 - 株式会社ホットランドの提携により、同社の店舗に楽天ポイントを導入。
  - 8月19日 - 楽天ペイ（アプリ決済）を日本国内のアルペングループの店舗（392店）に導入。
  - 8月28日 - 楽天ポイントカードを日本国内の吉野家店舗に導入。
  - 9月9日 - 楽天ペイメントとセブン-イレブン・ジャパン、楽天ペイ（アプリ決済）導入について合意。
  - 10月1日 - 同日より伊藤園の対応自動販売機で楽天ペイ（アプリ決済）を順次導入。
  - 10月30日 - 楽天ポイントをココカラファインのドラッグストア・調剤薬局に導入。
  - 11月28日 - 楽天ペイ（アプリ決済）をスーパーマーケット「オーケー」全店舗に導入。
  - 12月3日 - 楽天ポイントをJR九州ドラッグイレブンの店舗に導入。
  - 12月11日 - 楽天ペイメントと松屋、楽天ポイント導入について合意。
  - 12月24日 - 本社を楽天クリムゾンハウスから港区（現本社）へ移転[3]。
- 2020年（令和2年）
  - 1月10日 - 楽天ペイ（アプリ決済）をスーパーマーケット「オークワ」 全店舗に導入。
  - 2月7日 - 楽天Edy株式会社が、楽天傘下の株式会社アルパカ倶楽部（法人番号：4010701026272）を吸収合併[8]。
  - 1月20日 - 森ビルとの提携により、楽天ペイ（アプリ決済）を森ビルグループの商業施設（六本木ヒルズ、表参道ヒルズ、ラフォーレ原宿など）に導入。
  - 1月21日 - 楽天ペイ（アプリ決済）を日本国内の吉野家全店舗に導入。
  - 2月6日 - 楽天ペイアプリに楽天Edy機能を実装。
  - 2月19日 - 楽天Edyと楽天ペイ（アプリ決済）を「マイナポイント事業」のキャッシュレス決済サービスとして登録。
  - 3月3日 - 楽天ペイ（アプリ決済）をサンドラッググループの店舗（約800店）に導入。
  - 3月4日 - 楽天ペイ（アプリ決済）を眼鏡店「パリミキ」グループの店舗に導入。
  - 3月18日 - 楽天ペイ（アプリ決済）を近畿大学の構内施設に導入。
  - 3月25日 - 楽天ペイ（アプリ決済）が日本コカ・コーラのスマートフォンアプリ「Coke ON（コークオン）」に対応、日本国内の対応自動販売機（約28万台）に導入。
  - 4月21日 - 楽天ペイメントとコジマ、楽天ポイントの導入について合意。
  - 6月19日 - ロゴスコーポレーションが運営する「ロゴスショップ」やレジャー施設「ロゴスランド」に、楽天チェックアプリを導入。
  - 6月25日 - 楽天ペイ（アプリ決済）をそごう・西武の百貨店（全11店）に導入。
  - 6月30日 - 楽天ポイントを株式会社フレスタのスーパーマーケット「フレスタ」「リカーズ」の店舗（73店）に導入。
  - 7月1日 - 楽天ペイ（アプリ決済）をスーパーマーケット「マツゲン（全41店）に導入。
  - 7月13日 - 楽天ペイ（アプリ決済）を、三菱地所の丸の内ビルディング・新丸の内ビルディングの20商業施設に導入。
  - 8月4日 - 楽天ポイントをセキ薬品のドラッグストア・調剤薬局「ドラッグストアセキ」「セキ薬局」に導入。
  - 8月26日 - 楽天ペイ（アプリ決済）を、大丸松坂屋百貨店が運営する百貨店のデパ地下・レストランに順次導入。
  - 8月31日 - 楽天ペイ（アプリ決済）をプロントコーポレーションが運営する飲食店に導入。
  - 8月31日 - 楽天ポイントを東急ストア・プレッセ全店舗（86店）に導入。
  - 9月7日 - 長野県小諸市との連携により、楽天チェックスタンプラリーキャンペーンを実施。
  - 9月9日 - 楽天ペイ（アプリ決済）を、イトーヨーカドー・ヨークマートなど237店に導入。
  - 9月15日 - 楽天ポイントをサンマルクホールディングスの飲食店（802店）に導入。
  - 9月16日 - 楽天ポイントカードを」、株式会社壱番屋の店舗（CoCo壱番屋など、721店）に導入。
  - 9月29日 - 楽天Edyを、スーパーマーケット「マルエツ」全店舗（301店）に導入[注釈 1]。
  - 9月30日 - 楽天ポイントを丸紅エネルギー系列ガソリンスタンド（30店）に導入。
  - 10月 - 楽天ポイントを、東急百貨店が運営する渋谷の商業施設、東急ホテルズのホテルに導入。
  - 10月22日 - 楽天株式会社および楽天ペイメント、横浜市と連携協定を締結。
  - 10月28日 - 楽天ポイントをユナイテッドアローズが運営する店舗に導入。
  - 10月28日 - 楽天EdyでGoogle Playの支払いが可能となる。
  - 11月19日 - 千葉県木更津市との連携により、楽天チェックスタンプラリーキャンペーンを実施。

## 関連会社
- 楽天Edy株式会社
  - 2019年4月1日の楽天グループ再編と楽天ペイメント（新法人）発足に伴い、楽天株式会社（現：楽天グループ株式会社）から株式を譲渡され、当社の子会社となった。